# Sinum haliotoideum
Sinum haliotoideum is een slakkensoort uit de famile Naticidae. De wetenschappelijke naam werd gepubliceerd in 1758 door Carl Linnaeus in de tiende editie van Systema naturae.